# Siti Musdah Mulia

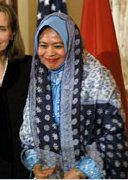
Siti Musdah Mulia

Siti Musdah Mulia (* 3. März 1958) ist eine indonesische muslimische Juristin und islamische Frauenrechtlerin. Sie ist die Präsidentin der Indonesischen Konferenz für Gerechtigkeit und Frieden, einer Organisation, die sich aus religiösen Vereinigungen zusammensetzt, die für Dialog, Gerechtigkeit und Frieden arbeiten. Siti Musdah Mulia arbeitet als Dozentin für Jura an der Universität Islam Syarif Hidayatullah (Syarief Hidayatullah Islamic University) in Jakarta, Indonesien.
Sie hat eine wichtige Kampagne zur Erneuerung der Sicht der Frau im Islam ins Leben gerufen und ist die Repräsentantin der islamischen Bewegung Nahdatul Ulama, mit 45 Millionen Anhängern die größte muslimische Bewegung Indonesiens. 2007 wurde Siti Musdah Mulia für ihr Engagement mit dem International Women of Courage Award ausgezeichnet.
Siti Musdah Mulia vertritt die Position, dass Homosexualität und Islam vereinbar sind. Bei einer Konferenz in Jakarta haben gemäßigte Islamvertreter erklärt, dass Homosexualität und ihre Weltreligion kein Gegensatz seien; unter den Teilnehmern war auch Siti Musdah Mulia.